# Турок (Псковская область)
Турок — деревня в Печорском районе Псковской области России. Входит в состав городского округа Печоры. До 2015 года входила состав сельского поселения «Изборская волость».
Расположена в 24 км к юго-востоку от города Печоры и в 2 км к югу от Изборска.

## Население
Численность населения деревни на 2000 год составляет 44 жителя, на 2011 год — 43 жителя.
| 2001 | 2002 | 2010 |
| ---- | ---- | ---- |
| 44   | ↘38  | ↘31  |